# Forêt domaniale de Saint-Jean
La forêt domaniale de Saint-Jean est une forêt publique domaniale présente sur le territoire de la commune de Bierry-les-Belles-Fontaines, dans le département de l'Yonne, en France.
La forêt domaniale de Saint-Jean relève du régime forestier français.
La gestion de la forêt domaniale de Saint-Jean est assurée par l'ONF en application du Code forestier. Son identifiant ONF est F25270X.

## Géographie
La forêt domaniale de Saint-Jean est située dans l'Yonne. Son extrémité Est s'arrête juste avant d'atteindre le département de la Côte-d'Or. Il arrive que cette forêt soit confondue avec la forêt domaniale de Châtel-Gérard, collée à celle de Saint-Jean et située à l'Ouest.
Les communes proches sont Étivey (4.8 km), Aisy-sur-Armançon (4.9 km),	Châtel-Gérard (5.9 km), Fain-lès-Moutiers (6.9 km), Quincy-le-Vicomte (7.1 km).

### Le prieuré de Vausse
Au sein de la forêt se trouve le prieuré de Vausse, fondé au XIIIe siècle par Anséric de Montréal, issu d'une puissante famille de l'aristocratie bourguignonne.
Le dernier moine quitte le prieuré en 1763 et le bâtiment sera ensuite vendu comme Bien national à la Révolution à un faïencier d'Ancy-le-Franc.